# PGC 3477745
LEDA/PGC 3477745 ist eine elliptische Galaxie vom Hubble-Typ E im Sternbild Jungfrau auf der Ekliptik. Sie ist schätzungsweise 312 Millionen Lichtjahre von der Milchstraße entfernt. Im selben Himmelsareal befinden sich u. a. die Galaxien NGC 4316, NGC 4360, NGC 4410, IC 3255.